# Devolutionsrätt
Devolutionsrätt (lat. jus devolutionis, av jus, rätt, och devolvere, välta ned, fälla ned), hemfallsrätt, en i äldre tider befintlig arvslag, som innebar att vid endera makens död ärvde makarnas gemensamma barn deras gemensamma fasta egendom. Den efterlevande maken fick under sin livstid inneha egendomen med nyttjanderätt, men egendomen kunde inte utan barnens samtycke avyttras och inte heller till någon del övergå till den överlevande makens barn i ett senare gifte. Devolutionsrätten gällde på flera platser, i synnerhet i de länder, som tillhört det frankiska riket.
Ludvig XIV av Frankrike använde 1665 devolutionsrätten som stöd för sina anspråk på bland annat Spanska Nederländerna, vilket utlöste det så kallade Devolutionskriget.
I katolsk kyrkorätt menas med devolutionsrätt en högre kyrklig myndighets rätt att tillsätta ett ämbete, när vederbörande lägre myndighet antingen försummat att begagna sig av sin rätt inom laga tid eller vid dess utövande kränkt de kanoniska reglerna. Devolutionsrättens utveckling inom den katolska kyrkan stammar egentligen från laterankoncilierna 1179 och 1215. Rätten att i sådana fall tillsätta biskopar tillkommer påven.